# Karabin Barrett M468
Barrett M468 – amerykański karabin samopowtarzalny. Jest to połączenie popularnej komory spustowej karabinu AR-15 z nową komorą zamkową. Karabin zasilany jest nabojem 6,8 mm Remington SPC.